# 1959年黄石地震

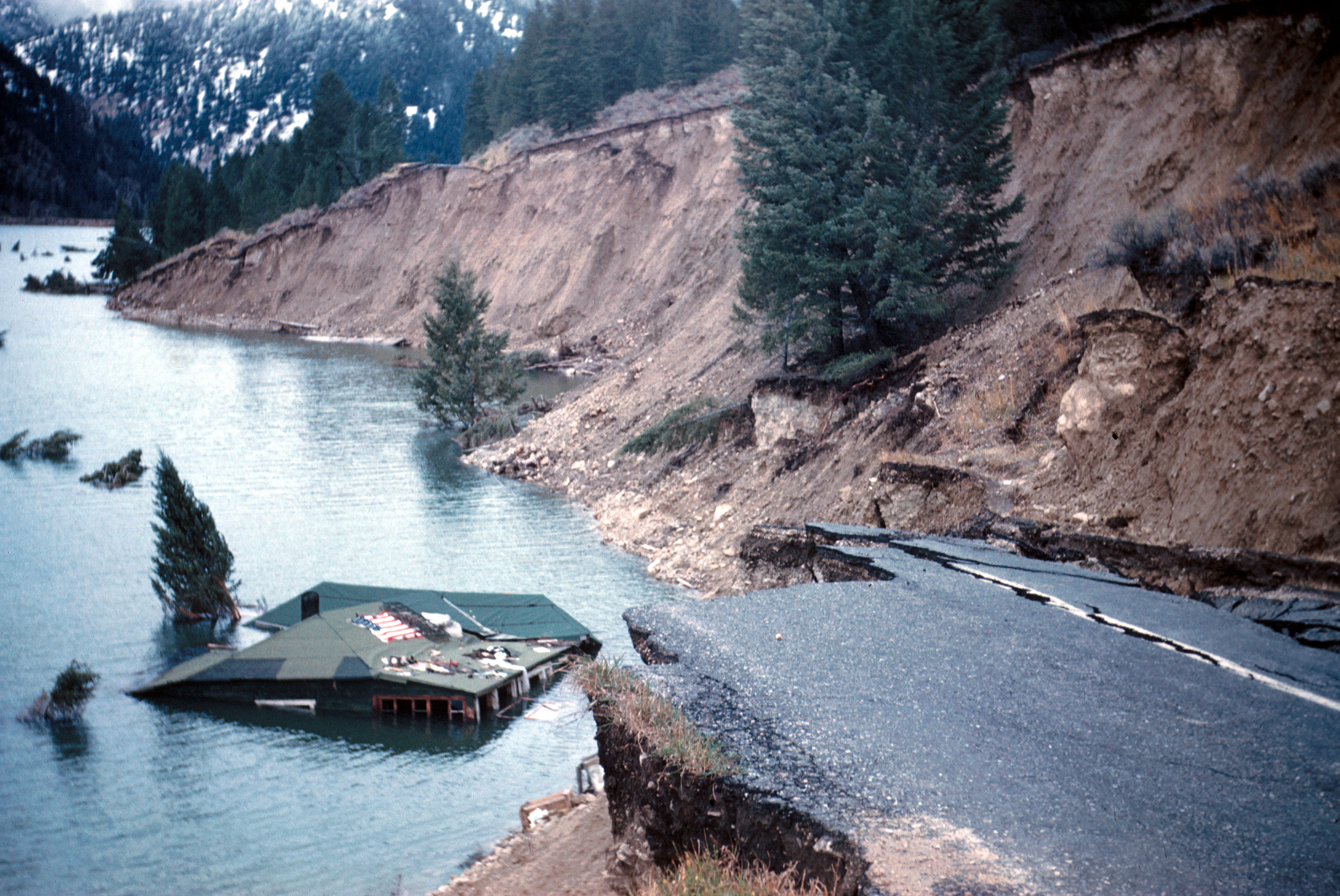
1959年黃石地震后的景象

1959年黃石地震於8月17日晚上11點37分（北美山地时间）發生在美國蒙大拿州西南部。

## 历史
此次地震震級為7.3，引起了巨大的山崩，導致28人以上死亡，並造成1,100萬美元（相當於2022年之1.1億美元）的損失。阻塞了麥迪遜河的水流，導致了地震湖的形成。附近的愛達荷州和怀俄明州也受到了地震的嚴重影響，而此次地震對波多黎各和夏威夷州的影響則較小。
1959年地震是蒙大拿州發生最強烈、最致命的地震。該次地震還引發了美國西北部自1927年以來最嚴重的山崩。